# Lisa Moscatiello
Lisa Moscatiello, född 1966, är en amerikansk sångare som spelat in flera skivor och som är verksam i Washington. 

## Diskografi
Studioalbum
- Innocent When You Dream (1997)
- Second Avenue (2000)
- What Happens After Love (med Fred Lieder) (2002)
- Well Kept Secrets (med Rosie Shipley) (2003)
- Second Avenue Detour (2004)
- Trouble from the Start (2005)